# Provincia Ciudad Real
Ciudad Real este o provincie în Spania centrală, în comunitatea autonomă Castilia-La Mancha. Capitala sa este Ciudad Real.

Diviziunile Provinciei Ciudad Real